# インセクターズ
『インセクターズ』（Insektors）はフランスのプロダクション、ファントム（Fantôme）により制作され1994年に公開された、世界最初期のフルCG（デジタル画制作）によるテレビアニメシリーズ。日本ではNHK教育で放送された。音声はモノラル放送。
この話の舞台である暗黒惑星では二つの昆虫の種族が居住している。一つは色と光を嫌う黒虫で、自分たちの城を暖めるために草花を伐採している。そして、もう一つが光と音楽を好む花の虫で、彼らは黒虫の草花の伐採に抵抗し続けている。

## 登場する虫

### 花の虫
自然を愛する色鮮やかな昆虫たち。プリズムがもたらす花の恵みを生活の糧としている。美しいものや音楽を好む。暴力は好まず、戦法は主に花粉の力で敵を陽気にするものである。
フルゴール（Fulgor）
声：金丸淳一
本作の主人公。花粉を発射するギターを武器に戦う。もともとは黒虫だったが、プリズムのパワーで花の虫になった。
アエリア（Aélia）
声：嶋村薫
本作のヒロイン。博士の娘でフルゴールとは兄妹のように育った。フルゴールに「ヤヤ」と呼ばれるのを嫌っている。
カラー博士（Grand Artificier）
声：丸山詠二
アエリアの父親で、フルゴールの育ての親。ギターは彼の発明品。
ダルトニオ（Daltonio）
気の弱い少年。何かあるとすぐに「もうダメだ、絶望だ。」と言う。しかし、お調子者な面もある。
パピリウス（Patibus）
馬と虫を足して2で割ったような外見のロボット。地を駆けたり空を飛んだりできるので、フルゴールの乗り物となっている。「パフパフ」と鳴く。フルゴールとスポッティーと共に行動している。
スポッティー（Spotty）
腹部にライトを持った昆虫型ロボット。小柄な体躯を活かして、敵のアジトに潜入したりできる。言葉は喋らない。

### 黒虫
地味な体色の昆虫たち。光や美しいものを嫌い、暗いところや荒れ果てたものを好む。好戦的で破壊的な性格。飛ぶことができないので、もっぱらの移動手段はメカに頼っている。花粉を浴びると狂ったように笑い続ける。
アシリウス（Acylius）
声：鈴木琢磨
黒虫の王子。美しいものを嫌う黒虫には珍しく、花や音楽などを愛する心優しい青年。城の生活に飽き飽きし、地下道を掘って何度も脱走しようとしている。ひょんなことからフルゴールたちと仲良くなる。メカの操縦は苦手だが、芸術的才能は豊かで、フルゴールのギターを演奏したこともある。アエリアに淡い恋心を抱いている。
パクラ女王（Reine Bakrakra）
声：吉田理保子
暗闇の国の女王。アシリウスの母親で、彼を溺愛し、跡目にと考えている。黒虫らしい好戦的な性格だが、いざというときは女王らしい毅然とした態度で物事に挑むこともある。いつも玉座に座って移動している。
クラボー大臣（Krabo）
声：納谷六朗
暗闇の国の総理大臣。この物語の憎まれ役。花粉アレルギー。部下の手柄を自分のものにしたり、己の失敗を部下のせいにするろくでもない性格。また野心の塊で、アシリウスが王位継承権を破棄した時、自分が王になろうとした。
テクノー長官（Teknocratus）
声：滝口順平
暗闇の国の科学者。好戦的な黒虫の中では温厚な性格。作中のメカはほとんど彼の発明品。
ルカヌス将軍（Lukanus）
声：小室正幸
クワガタムシのような姿の軍人。パワーはあるものの頭はあまり良くなく、任務を多々失敗している。作曲の才能があるらしく、番兵達にも「音楽家になればよかったのに」と言われていた。
クレー少佐（Crétinus）
声：安原義人
気の小さい軍人。大佐になることを望んでいる。
カボイック、カボッシュ（Krabouik et Caboche）
声：桜井敏治、?
黒虫の兵士。隊長のカボイックと、やや天然の部下カボッシュとのでこぼこコンビ。